# Злобин, Константин Константинович
Константин Константинович Злобин (10 (22) марта 1814 — 30 августа (11 сентября) 1877) — директор Государственного Санкт-Петербургского главного архива министерства иностранных дел. Тайный советник.

## Биография
Родился в Вольске 10 (22) марта 1814 года, уже после смерти отца, Константина Васильевича Злобина.
Получив первоначальное воспитание в частном пансионе, поступил на философско-юридический факультет Санкт-Петербургского университета, который окончил со степенью кандидата в 1833 году. С 31 марта 1834 года началась его служба в департаменте исполнительной полиции Министерства внутренних дел; 7 сентября 1836 года он перешёл в качестве второго переводчика в департамент внутренних сношений министерства иностранных дел.
С 19 сентября 1838 года он занял должность старшего столоначальника в Азиатском департаменте, где 1 декабря 1843 года стал начальником отделения, а 14 апреля 1856 года — вице-директором; 17 апреля 1858 года был произведён в действительные статские советники. Вследствие своих разносторонних познаний и безупречной деятельности Злобин постоянно назначался управлять департаментами за время отсутствия их директоров. Так, в 1864 году ему пришлось замещать тайного советника А. В. Вестмана в канцелярии министерства.
В 1861 году он был уволен в отпуск на четыре месяца в разные губернии Российской империи для составления уставных грамот; 21 октября 1861 года был назначен управляющим Санкт-Петербургским Главным архивом министерства иностранных дел, впоследствии управляющим Государственным архивом, а 14 апреля 1864 года — первым директором обоих архивов. В 1860-х годах в их устройстве и деятельности произошли значительные улучшения: учёным был открыт доступ в Государственный архив; в 1868 году директорам архивов было предоставлено право допускать посторонних лиц к занятиям в архивах, дела архива были распределены систематически по XXVIII разрядам и всем им составлены описи и общий алфавитный указатель имён. Злобин лично делал записи на карточках числом более 21 тыс. штук, а затем содержание карточек заносил в алфавитном порядке в особые тетради. С 30 августа 1865 года он состоял в чине тайного советника.
Работу в архивах он совмещал и с другой деятельностью. Так, 11 января 1859 года он был назначен главным приставом при членах грузинского и имеретинского царского дома и мингрельского владетельного дома; 20 ноября 1863 года Злобину Н. А. Мухановым было поручено составление сборника циркулярных предписаний министерства посольствам и миссиям в Европе, Америке, в виде продолжения к такому же сборнику, составленному тайным советником В. А. Поленовым в 1842 году. Кроме того, Злобин принимал участие, как представитель министерства, в комиссиях для составления устава о морских призах (2 июля 1866 года), для устройства крейсерства (27 августа 1866 года), по пересмотру нового положения о призах (3 ноября 1870 года), для обсуждения вопросов по устройству архивов и хранения в них документов (28 декабря 1872 года). Он стал одним из учредителей Русского исторического общества и состоял членом совета Общества; в 1876 году принимал участие в подготовительной комиссии Общества по вопросу о составлении биографического словаря.
В течение своей долголетней службы в Петрограде Злобин не прерывал связи с краем, в котором родился. В 1865 году приехал в Вольск; городское общество в память его деда и отца избрало его своим почётным гражданином. В разное время им были приобретены в Саратовской губернии земли и деревянный дом в Вольске.
В бытность свою вице-директором Азиатского департамента Злобин написал историю отношений России с Персией в период 1830—1850 годов.  и
Оставшаяся после Злобина библиотека из 2446 названий в 6266 томов включала в себя сочинения преимущественно на иностранных языках по всем отраслям знания и литературы всех народов. Как человек всесторонне образованный, он был одним из экзаменаторов на испытаниях, производимых в министерстве с 1859 года лицам, готовившимся к службе за границей. Сохранившиеся о нём предания представляют его человеком добрым, отзывчивым, но педантом, придиравшимся к мелочам. Он экзаменовал по статистике и обыкновенно задавал испытующимся вопросы из Готского альманаха, требуя от них сведений самых точных, но вовсе не нужных. Канцлер князь А. М. Горчаков даже прозвал Злобина развороченной библиотекой (une bibliothèque renversée), намекая на обширность, но беспорядочность его знаний.
По духовному завещанию, совершенному в Петрограде у нотариуса 31 марта 1876 года и, после его смерти 31 августа (12 сентября) 1877 года, утверждённому 21 октября Петроградским окружным судом к исполнению, К. К. Злобин оставил всё своё имущество, за исключением незначительной части, в пожизненное владение своей сестры Елены Левкович, а после её смерти в собственность Императорского человеколюбивого общества. Библиотека Злобина по тому же духовному завещанию поступила в собственность Петроградского университета, а картины были переданы Киевскому университету.

## Награды
российские:
- орден Св. Станислава 1-й ст. (1860)
- орден Св. Анны 1-й ст. (1863)
- орден Св. Владимира 2-й ст. (1870)

иностранные:
- турецкий Орден Нишан-Ифтигар (1846)
- греческий орден Спасителя 3-й ст. (1848)
- персидский орден Льва и Солнца 1-й ст. (1859)